# Lijst van afleveringen van 7th Heaven
Dit is een lijst met afleveringen van de Amerikaanse televisieserie 7th Heaven. De serie telt tot nu toe elf seizoenen. Een overzicht van alle afleveringen is hieronder te vinden.

## Seizoen 1
| Nr. | Titel aflevering                         | Uitzenddatum VS   |
| --- | ---------------------------------------- | ----------------- |
| 1   | Anything You Want (pilot)                | 26 augustus 1996  |
| 2   | Family Secrets                           | 23 september 1996 |
| 3   | In the Blink of an Eye                   | 30 september 1996 |
| 4   | No Funerals and a Wedding                | 7 oktober 1996    |
| 5   | The Color of God                         | 14 oktober 1996   |
| 6   | Halloween                                | 28 oktober 1996   |
| 7   | Saturday                                 | 4 november 1996   |
| 8   | What Will People Say?                    | 11 november 1996  |
| 9   | See No Evil, Hear No Evil, Speak No Evil | 18 november 1996  |
| 10  | The Last Call for Aunt Julie             | 25 november 1996  |
| 11  | Now You See Me                           | 16 december 1996  |
| 12  | With a Little Help from My Friends       | 13 januari 1997   |
| 13  | America's Most Wanted                    | 27 januari 1997   |
| 14  | Seven Is Enough                          | 3 februari 1997   |
| 15  | Happy's Valentine                        | 10 februari 1997  |
| 16  | Brave New World                          | 17 februari 1997  |
| 17  | Choices                                  | 14 april 1997     |
| 18  | Faith, Hope and the Bottom Line          | 21 april 1997     |
| 19  | It's About George...                     | 28 april 1997     |
| 20  | Say Good-Bye                             | 5 mei 1997        |
| 21  | Dangerous Liaisons: Part 1               | 12 mei 1997       |
| 22  | Dangerous Liaisons: Part 2               | 19 mei 1997       |

## Seizoen 2
| Nr. | Titel aflevering                   | Uitzenddatum VS   |
| --- | ---------------------------------- | ----------------- |
| 1   | Don't Take My Love Away            | 15 september 1997 |
| 2   | See You in September               | 22 september 1997 |
| 3   | I Love You                         | 29 september 1997 |
| 4   | Who Knew?                          | 6 oktober 1997    |
| 5   | Says Who?                          | 13 oktober 1997   |
| 6   | Breaking Up Is Hard to Do          | 20 oktober 1997   |
| 7   | 3 november 1997                    |                   |
| 8   | Do Something                       | 10 november 1997  |
| 9   | I Hate You                         | 17 november 1997  |
| 10  | Truth or Dare                      | 24 november 1997  |
| 11  | Lead, Follow or Get Out of the Way | 12 januari 1998   |
| 12  | Rush to Judgment                   | 19 januari 1998   |
| 13  | Stuck in the Middle with You       | 26 januari 1998   |
| 14  | Red Tape                           | 2 februari 1998   |
| 15  | Homecoming                         | 9 februari 1998   |
| 16  | It Takes a Village                 | 26 februari 1998  |
| 17  | Nothing Endures But Change         | 2 maart 1998      |
| 18  | My Kinda Guy                       | 6 april 1998      |
| 19  | Time to Leave the Nest             | 13 april 1998     |
| 20  | Like a Harlot                      | 27 april 1998     |
| 21  | Boyfriends                         | 4 mei 1998        |
| 22  | ...And Girlfriends                 | 11 mei 1998       |

## Seizoen 3
| Nr. | Titel aflevering                              | Uitzenddatum VS   |
| --- | --------------------------------------------- | ----------------- |
| 1   | It Takes Two, Baby                            | 21 september 1998 |
| 2   | Drunk Like Me                                 | 28 september 1998 |
| 3   | Cutters                                       | 5 oktober 1998    |
| 4   | The Legacy                                    | 12 oktober 1998   |
| 5   | ...And a Nice Chianti                         | 19 oktober 1998   |
| 6   | And the Home of the Brave                     | 2 november 1998   |
| 7   | Johnny Get Your Gun                           | 9 november 1998   |
| 8   | No Sex, Some Drugs and a Little Rock 'n' Roll | 16 november 1998  |
| 9   | Let's Talk About Sex                          | 23 november 1998  |
| 10  | Here Comes Santa Claus                        | 14 december 1998  |
| 11  | Nobody Knows...                               | 11 januari 1999   |
| 12  | All That Jazz                                 | 18 januari 1999   |
| 13  | The Tribes That Bind                          | 25 januari 1999   |
| 14  | In Praise of Women                            | 8 februari 1999   |
| 15  | It Happened One Night                         | 15 februari 1999  |
| 16  | Paranoia                                      | 22 februari 1999  |
| 17  | Sometimes That's Just the Way It Is           | 1 maart 1999      |
| 18  | We the People                                 | 15 maart 1999     |
| 19  | The Voice                                     | 3 mei 1999        |
| 20  | All Dogs Go to Heaven                         | 10 mei 1999       |
| 21  | There Goes the Bride: Part 1                  | 17 mei 1999       |
| 22  | There Goes the Bride: Part 2                  | 24 mei 1999       |

## Seizoen 4
| Nr. | Titel aflevering           | Uitzenddatum VS   |
| --- | -------------------------- | ----------------- |
| 1   | The Tattle Tale Heart      | 20 september 1999 |
| 2   | Life Is Too Beautiful      | 27 september 1999 |
| 3   | Yak Sada                   | 4 oktober 1999    |
| 4   | Come Drive with Me         | 11 oktober 1999   |
| 5   | With Honors                | 18 oktober 1999   |
| 6   | Just You Wait and See      | 25 oktober 1999   |
| 7   | Sin...                     | 8 november 1999   |
| 8   | ...And Expiation           | 15 november 1999  |
| 9   | Dirty Laundry              | 22 november 1999  |
| 10  | Who Nose?                  | 29 november 1999  |
| 11  | Forget Me Not              | 13 december 1999  |
| 12  | All by Myself              | 24 januari 2000   |
| 13  | Who Do You Trust?          | 31 januari 2000   |
| 14  | Words                      | 7 februari 2000   |
| 15  | Loves Me, Loves Me Not     | 14 februari 2000  |
| 16  | Say a Little Prayer for Me | 21 februari 2000  |
| 17  | Twelve Angry People        | 28 februari 2000  |
| 18  | Hoop Dreams                | 10 april 2000     |
| 19  | Talk to Me                 | 1 mei 2000        |
| 20  | Liar, Liar                 | 8 mei 2000        |
| 21  | Love Stinks: Part 1        | 15 mei 2000       |
| 22  | Love Stinks: Part 2        | 22 mei 2000       |

## Seizoen 5
| Nr. | Titel aflevering | Uitzenddatum VS  |
| --- | ---------------- | ---------------- |
| 1   | Here We Go Again | 2 oktober 2000   |
| 2   | Help!            | 9 oktober 2000   |
| 3   | Losers           | 16 oktober 2000  |
| 4   | Busted           | 23 oktober 2000  |
| 5   | Blind            | 30 oktober 2000  |
| 6   | Broke            | 6 november 2000  |
| 7   | Bye              | 13 november 2000 |
| 8   | Gossip           | 20 november 2000 |
| 9   | Tunes            | 27 november 2000 |
| 10  | Surprise!        | 18 december 2000 |
| 11  | Home             | 22 januari 2001  |
| 12  | One Hundred      | 29 januari 2001  |
| 13  | The Kiss         | 5 februari 2001  |
| 14  | V-Day            | 12 februari 2001 |
| 15  | Sweeps           | 19 februari 2001 |
| 16  | Parents          | 26 februari 2001 |
| 17  | Crazy            | 16 april 2001    |
| 18  | Apologize        | 23 april 2001    |
| 19  | Virgin           | 30 april 2001    |
| 20  | Regrets          | 7 mei 2001       |
| 21  | Chances...       | 14 mei 2001      |
| 22  | Are              | 21 mei 2001      |

## Seizoen 6
| Nr. | Titel aflevering  | Uitzenddatum VS   |
| --- | ----------------- | ----------------- |
| 1   | Changes           | 24 september 2001 |
| 2   | Teased            | 1 oktober 2001    |
| 3   | Sympathy          | 8 oktober 2001    |
| 4   | Worked            | 15 oktober 2001   |
| 5   | Relationships     | 22 oktober 2001   |
| 6   | Broken            | 5 november 2001   |
| 7   | Prodigal          | 12 november 2001  |
| 8   | Ay Carumba        | 19 november 2001  |
| 9   | Lost              | 26 november 2001  |
| 10  | Consideration     | 10 december 2001  |
| 11  | Pathetic          | 14 januari 2002   |
| 12  | Suspicion         | 21 januari 2002   |
| 13  | Drunk             | 4 februari 2002   |
| 14  | Hot Pants         | 11 februari 2002  |
| 15  | I Really Do       | 25 februari 2002  |
| 16  | I Really Did      | 4 maart 2002      |
| 17  | Lip Service       | 15 april 2002     |
| 18  | The Ring          | 22 april 2002     |
| 19  | Letting Go        | 29 april 2002     |
| 20  | The Known Soldier | 6 mei 2002        |
| 21  | Holy War: Part 1  | 13 mei 2002       |
| 22  | Holy War: Part 2  | 20 mei 2002       |

## Seizoen 7
| Nr. | Titel aflevering              | Uitzenddatum VS   |
| --- | ----------------------------- | ----------------- |
| 1   | Monkey Business 1             | 16 september 2002 |
| 2   | Monkey Business Deux          | 23 september 2002 |
| 3   | The Enemy Within              | 30 september 2002 |
| 4   | Bowling for Eric              | 7 oktober 2002    |
| 5   | The Heart of the Matter       | 14 oktober 2002   |
| 6   | Regarding Eric                | 21 oktober 2002   |
| 7   | Gabrielle Come Blow Your Horn | 4 november 2002   |
| 8   | Peer Pressure                 | 11 november 2002  |
| 9   | Lost Souls                    | 18 november 2002  |
| 10  | A Cry for Help                | 24 november 2002  |
| 11  | Sundays                       | 13 januari 2003   |
| 12  | Back in the Saddle Again      | 20 januari 2003   |
| 13  | It's Not Always About You     | 27 januari 2003   |
| 14  | Smoking                       | 3 februari 2003   |
| 15  | I Love Lucy                   | 10 februari 2003  |
| 16  | Stand Up                      | 17 februari 2003  |
| 17  | High Anxiety                  | 24 februari 2003  |
| 18  | We Do                         | 21 april 2003     |
| 19  | That Touch of Bink            | 28 april 2003     |
| 20  | Dick                          | 7 mei 2003        |
| 21  | Life and Death: Part 1        | 12 mei 2003       |
| 22  | Life and Death: Part 2        | 19 mei 2003       |

## Seizoen 8
| Nr. | Titel aflevering                             | Uitzenddatum VS   |
| --- | -------------------------------------------- | ----------------- |
| 1   | Long Bad Summer: Part 1                      | 15 september 2003 |
| 2   | Long Bad Summer: Part 2                      | 22 september 2003 |
| 3   | P.K. aka Preacher's Kid                      | 29 september 2003 |
| 4   | I Wasn't Expecting That!                     | 6 oktober 2003    |
| 5   | The Kid Is Out of the Picture                | 13 oktober 2003   |
| 6   | Charity Begins at Home                       | 20 oktober 2003   |
| 7   | Getting to Know You                          | 3 november 2003   |
| 8   | Baggage                                      | 10 november 2003  |
| 9   | Go Ask Alice                                 | 17 november 2003  |
| 10  | The One Thing                                | 24 november 2003  |
| 11  | When Bad Conversations Happen to Good People | 5 januari 2004    |
| 12  | The Prodigal Father                          | 12 januari 2004   |
| 13  | Major League                                 | 19 januari 2004   |
| 14  | Healing Old Wounds                           | 26 januari 2004   |
| 15  | Don't Speak Ill of the Living or the Dead    | 9 februari 2004   |
| 16  | The Anniversary                              | 16 februari 2004  |
| 17  | Two Weddings, an Engagement and a Funeral    | 23 februari 2004  |
| 18  | Angel                                        | 1 maart 2004      |
| 19  | There's No Place Like It                     | 19 april 2004     |
| 20  | High and Dry                                 | 26 april 2004     |
| 21  | Lost and Found                               | 3 mei 200         |
| 22  | Little White Lies: Part 1                    | 10 mei 2004       |
| 23  | Little White Lies: Part 2                    | 17 mei 2004       |

## Seizoen 9
| Nr. | Titel aflevering                     | Uitzenddatum VS   |
| --- | ------------------------------------ | ----------------- |
| 1   | Dropping Trou                        | 13 september 2004 |
| 2   | The Best Laid Plans                  | 20 september 2004 |
| 3   | Song of Lucy                         | 27 september 2004 |
| 4   | Bad Boys, Bad Boys, Whatcha Gonna Do | onbekend          |
| 5   | Vote                                 | 11 oktober 2004   |
| 6   | Fathers                              | 18 oktober 2004   |
| 7   | Regret to Inform                     | 25 oktober 2004   |
| 8   | Why Not Me?                          | 1 november 2004   |
| 9   | Thanksgiving                         | 15 november 2004  |
| 10  | Gratitude                            | 22 november 2004  |
| 11  | Waynes World                         | 29 december 2004  |
| 12  | Paper or Plastic?                    | 24 januari 2005   |
| 13  | The Fine Art of Parenting            | 31 januari 2005   |
| 14  | First Date                           | 7 februari 2005   |
| 15  | Red Socks                            | 14 februari 2005  |
| 16  | Brotherly Love                       | 21 februari 2005  |
| 17  | Tangled Web We Weaved                | 28 februari 2005  |
| 18  | Honor Thy Mother                     | 25 april 2005     |
| 19  | Hungry                               | 9 mei 2005        |
| 20  | Leaps of Faith                       | 9 mei 2005        |
| 21  | Mi Familia: Part 1                   | 16 mei 2005       |
| 22  | Mi Familia: Part 2                   | 23 mei 2005       |

## Seizoen 10
| Nr. | Titel aflevering                    | Uitzenddatum VS   |
| --- | ----------------------------------- | ----------------- |
| 1   | It's Late                           | 19 september 2005 |
| 2   | Home Run                            | 26 september 2005 |
| 3   | Moma's Gonna Buy You a Diamond Ring | 3 oktober 2005    |
| 4   | Ring Around the Rosie               | 10 oktober 2005   |
| 5   | The Rat's Out of the Bag            | 17 oktober 2005   |
| 6   | Helpful                             | 31 oktober 2005   |
| 7   | Soup's On                           | 7 november 2005   |
| 8   | Chicken Noodle Heads                | 7 november 2005   |
| 9   | Turkey                              | 21 november 2005  |
| 10  | Apple Pie                           | 28 november 2005  |
| 11  | X-MAs                               | 12 december 2005  |
| 12  | Got MLK?                            | 23 januari 2006   |
| 13  | And Baby Makes Three                | 30 januari 2006   |
| 14  | The Magic of Gershwin               | 6 februari 2006   |
| 15  | Love and Obsession                  | 13 februari 2006  |
| 16  | Moving Ahead                        | 27 februari 2006  |
| 17  | Highway to Cell                     | 3 april 2006      |
| 18  | Invitation to Disaster              | 10 april 2006     |
| 19  | Secrets                             | 17 april 2006     |
| 20  | And More Secrets                    | 24 april 2006     |
| 21  | Good-Bye...: Part 1                 | 1 mei 2006        |
| 22  | And Thank You: Part 2               | 8 mei 2006        |

## Seizoen 11
| Nr. | Titel aflevering | Uitzenddatum VS |
| --- | ---------------- | --------------- |
| 1   | Episode #11.1    | 9 oktober 2006  |